# Aegiceras
Aegiceras, maleni biljni rod iz porodice jaglačevki raširen od tropske i suptropske Azije do Queenslanda u Australiji.

## Vrste
Prema Plants of the World online, dvije su priznate vrste:
1. Aegiceras corniculatum (L.) Blanco
2. Aegiceras floridum Roem. & Schult.

## Sinonimi
- Ceraunia Noronha
- Malaspinaea C.Presl
- Umbraculum Rumph. ex Kuntze